# Horst Samson

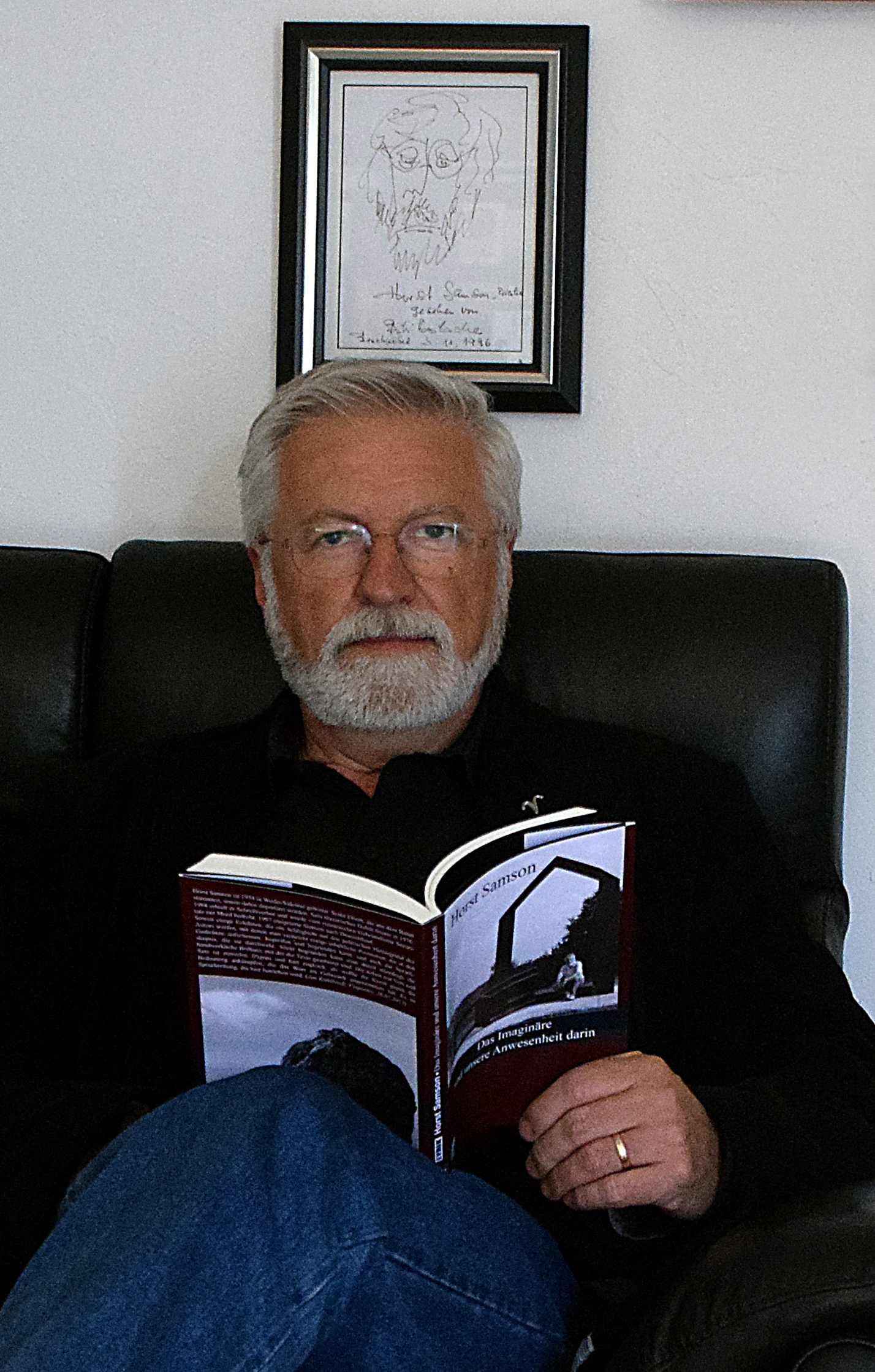
Horst Samson în 2015

Horst Samson (n. 4 iunie 1954) este un jurnalist și poet de limba germană originar din România. A folosit și pseudonimul Harry Simon.

## Biografie
Horst Samson s-a născut în cătunul Salcâmi, din Bărăgan, unde părinții săi, victime ale deportărilor din Bărăgan, fuseseră mutați din localitatea bănățeană Teremia Mică din județul Timiș. Abia când avea doi ani, familia sa s-a putut întoarce în satul de obârșie.
A urmat gimnaziul pedagogic din Sibiu și a lucrat apoi ca învățător la Buziaș. În 1977 s-a mutat la Timișoara, unde a lucrat ca redactor la ziarul Neue Banater Zeitung (Organ al Comitetului Județean al P.C.R.).
Prin ajutorul și la intervenția redactorului șef al ziarului "Neue Banater Zeitung", Nikolaus Berwanger, și a fostului primar al Timișoarei, Radu Bălan, Samson a reușit să devină în anul 1978 membru al Partidului Comunist Român pentru a putea studia în anii 1978-1983 jurnalistică la Academia Ștefan Gheorghiu (Facultatea de jurnalistică, fără frecvență), dealtfel împreună cu scriitorii Mircea Dinescu, Ion Bledea și Claus Stephani, deoarece altfel ar fi trebuit să părăsească redacția ziarului "Neue Banater Zeitung", neavând calificarea necesară pentru activitatea ziaristică, impusă prin lege din 1978. Prin anii '80 a fost scos din rândul membrilor PCR, în aceeași ședință cu scriitorul Richard Wagner. 
Între 1984-1987 a lucrat la Timișoara ca redactor corespondent al revistei Neue Literatur din București.
Samson a fost secretarul cenaclului literar german „Adam Müller-Guttenbrunn” din Timișoara, organizat de filiala din Timișoara a Uniunii Scriitorilor din România, din care făceau parte printre alții Nikolaus Berwanger, Herta Müller, Richard Wagner, Johann Lippet, William Totok, Rolf Bossert, Joachim Wittstock, Franz Liebhard, Erika Scharf și Balthasar Waitz. 
În anul 1985 Samson a depus, împreună cu familia sa, actele pentru plecare definitivă în Republica Federală Germania. Samson a fost dat afară din Uniunea Scriitorilor și a fost înștiințat de redactorul șef al revistei Neue Literatur, scriitorul Arnold Hauser, că va primi demiterea din postul de redactor al revistei uniunii, Neue Literatur. După intervenția scrisă și nota de protest trimisă la conducerea revistei și la conducerea Uniunii Scriitorilor, Samson a amenințat că va produce scandaluri în RFG. În urma acestei intervenții, Uniunea Scriitorilor a renunțat la demitere, așa că și-a putut continua munca de redactor al revistei Neue Literatur, până la emigrare, în martie 1987. 
Horst Samson a fost percheziționat și urmărit intens de Securitate, datorită activității lui literare și a manuscrisului cu titlul "Proiect pentru exterminarea intelectuală", în care Totok și-a descris experiența celor 9 luni de detenție.
În anul 1987 a emigrat în Republica Federală Germania. S-a stabilit la Neuberg (Hessen) unde lucrează în orașul Bad Vilbel ca redactor șef al grupului de ziare locale "Bad Vilbeler Anzeiger, fondat în anul 1851, fiind și membru al consiliului de redacție al revistei Matrix.
Horst Samson este membru în conducerea Clubului Internațional P.E.N.-Exil, secțiunea țări germanice; din 2006 până în 2014 a fost Secretarul general al clubului internațional P.E.N.-Exil; este membru al Uniunii Scriitorilor din Romania și al Uniunii Scriitorilor (VS) din Germania. 
În total a publicat 10 volume de versuri.

## Scrieri
În România
- Der blaue Wasserjunge, Editura Facla, Timișoara, 1978;
- Tiefflug, Editura Dacia, Cluj, 1981;
- Reibfläche, Editura Kriterion, București, 1982;
- Lebraum, Editura Dacia, Cluj, 1985;

În Germania
- Wer springt schon aus der Schiene - Nosmas Verlag, Privatdruck 1991;
- Was noch blieb von Edom - Nosmas Verlag, ediție semnată de autor și numerotată, 300 exemplare, 1995 (epuizată);
- La Victoire. Poem - Lyrikedition 2000, Hrg.: Heinz Ludwig Arnold, ISBN 3-935877-56-0, 2003.
- Und wenn du willst, vergiss. Gedichte - Pop Verlag, Ludwigsburg 2010[7]
- Kein Schweigen bleibt ungehört. Gedichte - Pop Verlag Lufdwigsburg 2013
- Das Imaginäre und unsere Anwesenheit darin, Gedichte - Pop Verlag Ludwigsburg 2014
- Heimat als Versuchung - Das nackte Leben - Gedichte, Prosa, Essays, Interviews, Literaturkritikern - Pop Verlag Ludwigsburg 2018

Prezent cu poezii în antologii:
- Vînt potrivit pînă la tare. Zece tineri poeți germani din România, antologie și postfață de Peter Motzan, în românește de Ioan Muslea, cuvânt înainte de Mircea Iorgulescu, Editura Kriterion, București, 1982. Poeții antologați sunt: Anemone Latzina, Franz Hodjak, Rolf-Frieder Marmont, Johann Lippet, William Totok, Richard Wagner, Rolf Bossert, Hellmut Seiler și Horst Samson, Helmut Britz.

## Traduceri
- Theodor Vasilache: Spectacol Împotrivă – Gegenschauspiel, volum bilingv, traducerea germană de Horst Samson (Kriterion, 1996) [8]

## Distincții
- Premiul pentru poezie al Uniunii Scriitorilor din România (1981)
- Premiul pentru literatură Adam Müller-Guttenbrunn (1982)
- Stipendii ale Fondului german pentru literatură (Deutscher Literaturfonds) (1988, 1989)
- Premiul pentru poezie din Hessa de nord (1992)
- Premiul de încurajare poezie din Merano (Förderpreis des Meraner Lyrikpreises) (1998)
- Premiul literar al Societății pentru ocrotirea delfinilor și al revistei literare Das Gedicht (Poezia) din München (2007) [9]
- Premiul Societății literare a landului Hessen (2014)